# Dauban

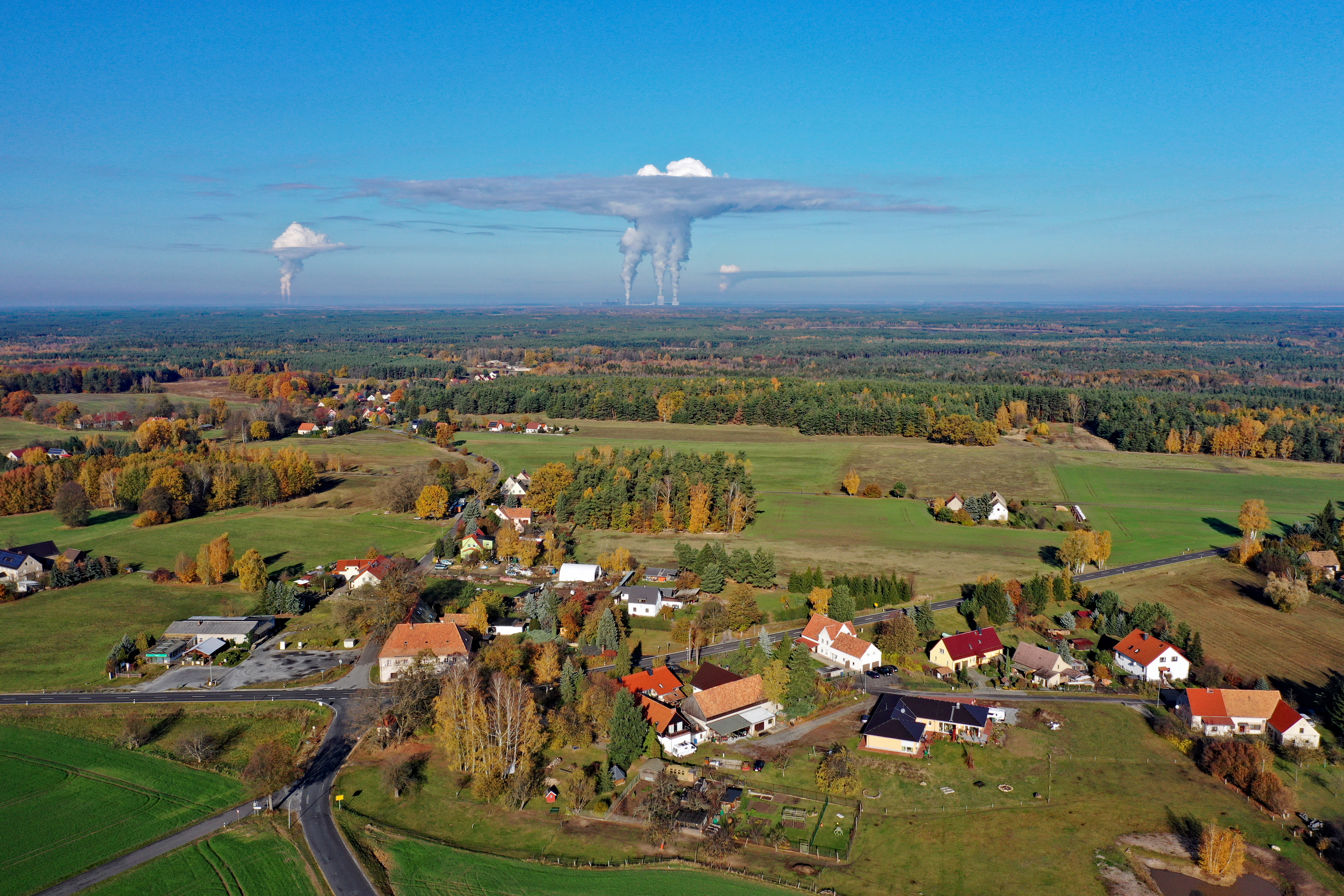
Luftbild

Dauban, obersorbisch Duboⓘ, ist der nördlichste Ortsteil der sächsischen Gemeinde Hohendubrau im Landkreis Görlitz. Der Ort befindet sich im sorbischen Siedlungsgebiet der Oberlausitz.

## Geographie

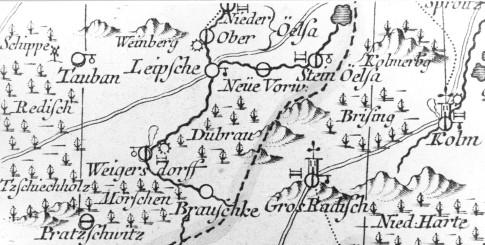
Tauban in Schenks Oberlausitzkarte von 1759

Dauban liegt in Form einer straßendorfartigen Gutssiedlung im Nordwesten der Gemeinde nahe der Kreisgrenze. Umgebende Ortschaften sind Zimpel und Tauer im Norden, Förstgen im Nordosten, Förstgen-Ost und Leipgen im Osten, Weigersdorf im Südosten und im Landkreis Bautzen Kleinsaubernitz im Südwesten, Wartha im Westen und Halbendorf/Spree sowie Neudorf/Spree im Nordwesten.
Die Hohe Dubrau, die der Gemeinde ihren Namen gab, befindet sich in südöstlicher Richtung. Nördlich der Ortslage erstreckt sich der Daubaner Wald, der Teil eines größeren Waldgebiets im Biosphärenreservat Oberlausitzer Heide- und Teichlandschaft ist.
Der Boden enthält Parabraunerde und Pseudogley aus Löss/Sandlöss.

## Geschichte
In der Gemarkung gab es mehrere archäologische Funde, die eine urgeschichtliche Besiedlung belegen. Unter anderem sind dies ein jungsteinzeitlicher Einzelfund und bronzezeitliche Siedlungs- und Grabreste. Nach der Völkerwanderung war dieser Landstrich für mehrere Jahrhunderte unbesiedelt. Die erste urkundliche Erwähnung findet sich 1377 als Duban im Bautzener Dingbuch (1359–1399).
Bei der Teilung der Herrschaft Baruth auf die sieben Söhne Christophs von Gersdorff kam Dauban 1527 im Buchwalder Anteil an Georg von Gersdorff. Joachim von Gersdorff verkaufte Dauban 1610 an den Rat zu Bautzen. Nach über 20 weiteren Besitzwechseln kam das Gut im Jahr 1808 an die Grafen zur Lippe-Weißenfeld, einen Zweig des regierenden Hauses Lippe-Weißenfeld, der die Herrschaft Baruth (Oberlausitz) besaß und dem diese, mit Dauban, bis 1945 gehörte. 

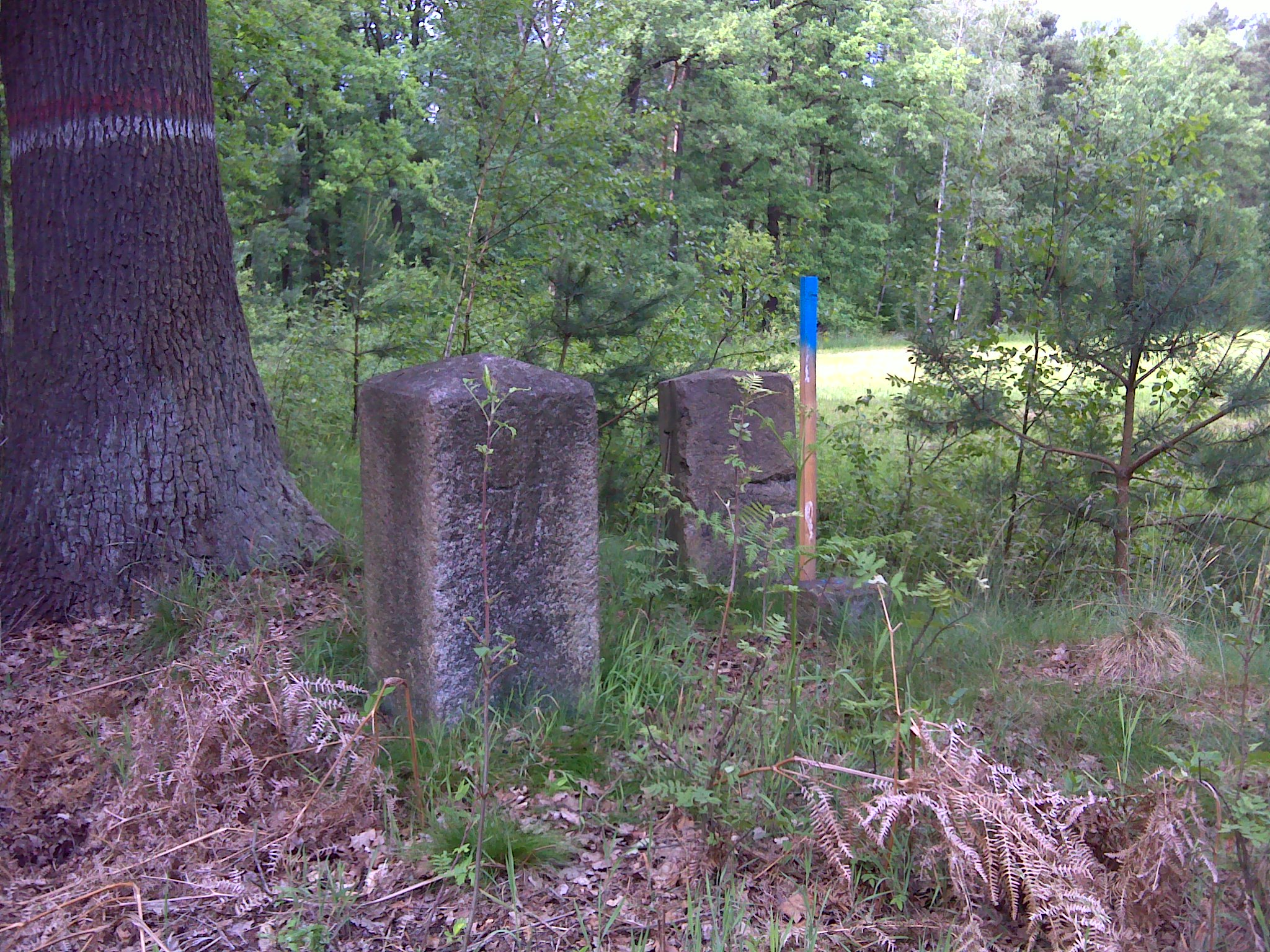
Grenzsteine Nr. 71 der sächsisch-preußischen Grenze (1815–1945). Die rot-weiße Markierung am Baum kennzeichnet zudem das ehemalige Sperrgebiet zum Truppenübungsplatz Dauban.

Das Königreich Sachsen musste 1815 viele Landesteile an Preußen abtreten, da es in den napoleonischen Kriegen an französischer Seite kämpfte. So kamen unter anderem die seit dem Prager Frieden zu Sachsen gehörige Niederlausitz und der nordöstliche Teil der Oberlausitz an Preußen. Infolgedessen wurde Dauban 1816 dem neu gegründeten Landkreis Rothenburg (Provinz Schlesien) zugeordnet und 1830 vom weiterhin sächsischen Baruth nach Förstgen umgepfarrt.
Die Gutsverwaltung ließ um 1890 ein Dampfsägewerk bauen. Durch mehrfache Modernisierungen konnte es bis zum Jahr 2000 betrieben werden, als es durch ein Feuer zerstört wurde.
Am 1. April 1938 wurde Dauban nach Weigersdorf eingemeindet.

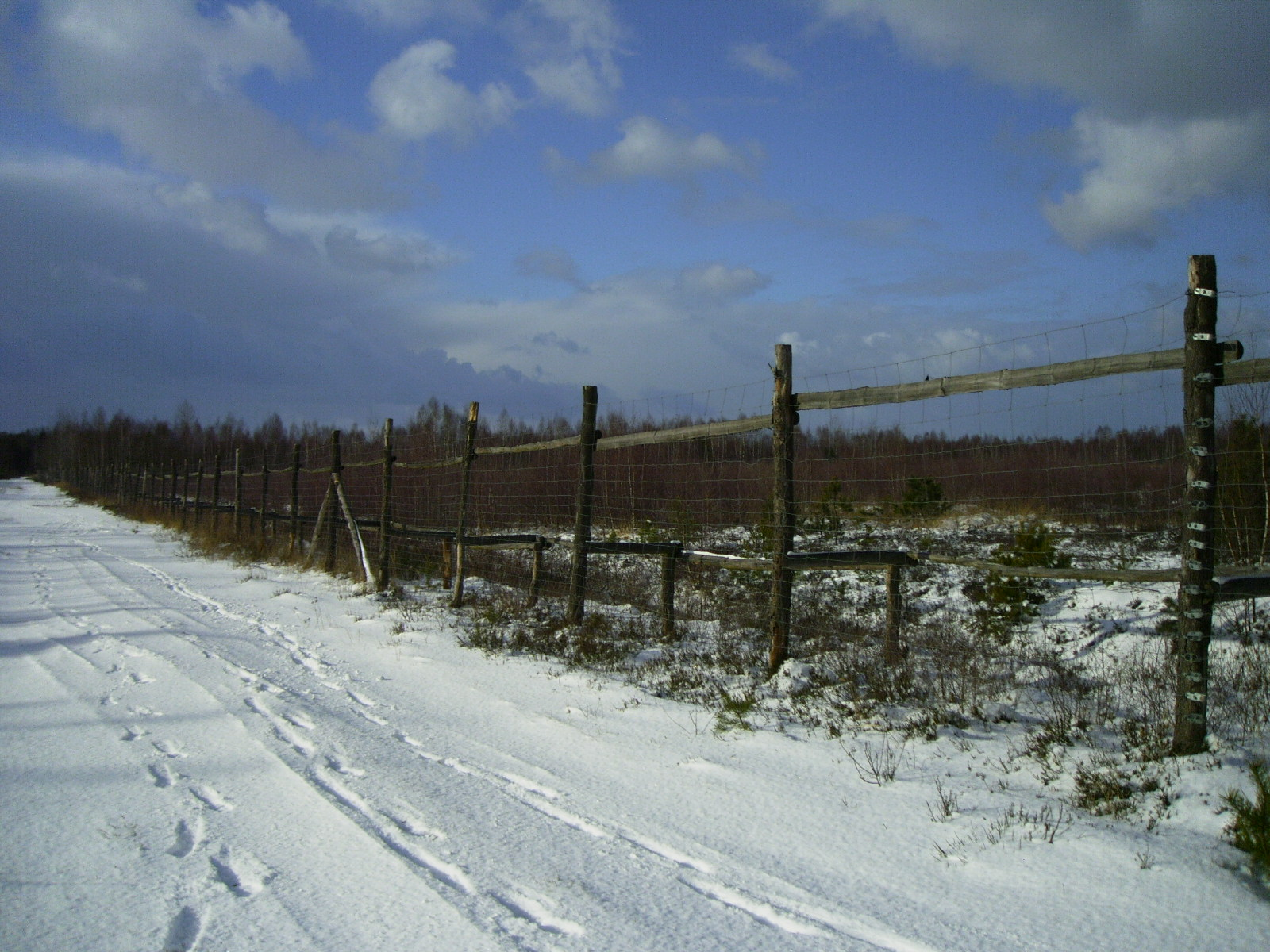
Daubaner Elchgehege im Winter

Kämpfe in den letzten Tagen des Zweiten Weltkriegs sowie der 1963 eingerichtete, rund 200 Hektar große Panzerschießplatz der NVA begünstigten im Daubaner Wald die Entwicklung einer sehr abwechslungsreichen Kraut- und Strauchschicht mit zum Teil sehr seltenen und gefährdeten Pflanzen. Der Schießplatz wurde 1991 aufgegeben und dessen Boden bis 1996 von Munition geräumt. Um die Wiederbewaldung und Verholzung durch dominante Sträucher in zumindest einen Teil des Areals verhindern zu können, wurde 2002 ein 155 ha großes Gehege eingezäunt, in dem Elche aus Polen ausgesetzt wurden. 2013  gab es 14 Elche in dem Gatter – dieser Höchststand wurde danach nicht mehr erreicht. In den Jahren danach starben viele Elche. 2016 wurden die verbleibenden 3 Tiere in ein kleineres Gatter umgesiedelt und man bemühte sich die Tiere in einem Großgehege in Dänemark unter zu bringen. 2017 wurde das Experiment mit den Elchen aufgegeben und das Gatter wieder abgerissen.
Am 1. Juli 1995 schlossen sich die Gemeinden Weigersdorf, Gebelzig und Groß Radisch zur Gemeinde Hohendubrau zusammen, wodurch Dauban ein Ortsteil dieser wurde.

### Bevölkerungsentwicklung
| Jahr | Einwohner |
| ---- | --------- |
| 1825 | 203       |
| 1863 | 263       |
| 1871 | 318       |
| 1885 | 265       |
| 1905 | 282       |
| 1910 | 294       |
| 1919 | 270       |
| 1925 | 250       |
| 1999 | 321       |
| 2002 | 308       |
| 2008 | 296       |
| 2009 | 285       |
| 2014 | 267       |
| 2022 | 245       |

Im Jahr 1777 wirtschafteten in Dauban 3 besessene Mann, 5 Gärtner und 17 Häusler.
Zwischen 1825 und 1871 wuchs die Bevölkerung von rund 200 Einwohnern auf nahezu 320 Einwohner an, danach zeichnete sich ein langsamer Rückgang auf 250 Einwohner im Jahr 1925 ab. Durch die frühe Eingemeindung sind weitere Bevölkerungszahlen nicht übermittelt. 1999 waren 321 Personen mit der Hauptwohnung in Dauban gemeldet, im Juni 2008 waren es noch 296 und Ende 2022 nur noch 245.
Dauban hatte ursprünglich eine überwiegend sorbische Bevölkerung. 1863 waren unter den 263 Einwohnern laut amtlichen Angaben 223 Sorben, 1884 hatte Arnošt Muka für seine Statistik der Sorben in der Oberlausitz sogar 262 Sorben bei 285 Einwohnern gezählt. Dies entspricht einem sorbischen Bevölkerungsanteil von 84,8 % (1863) beziehungsweise 91,9 % (1884). Heute ist das Sorbische als Umgangssprache in Dauban aus dem Alltag verschwunden.

### Ortsname
Der Ortsname entwickelte sich über Duban (1377), Tupan (um 1400), Daubin (1490), Dauben (1658), Tauben (1732) und Tauban (1768) zum heutigen Dauban (1831). Die sorbische Namensform ist 1719 als Dabon und Dubow nachgewiesen, sie entwickelte sich über Duby (1800) und Dubow (1835) zum heutigen Dubo (1835 und 1843). Der Name leitet sich, ähnlich wie bei Daubitz (Dubc) vom sorbischen dub „Eiche“ ab. Der obersorbische Name ist vom Plural duby (siehe auch Viereichen, Štyri Duby) und vom Genitiv dubow abgeleitet.